# Erich Wolfgang Korngold
Erich Wolfgang Korngold (Brno, 29. svibnja 1897. – Los Angeles, 29. studenog 1957.) bio je austrijsko-američki skladatelj, pijanist i dirigent čija glazba svojstvima, iako ne i kronološki, spada u razdoblje romantizma. Najznačajnije mu je djelo opera Mrtvi grad (Die tote Stadt).
Korngold je najpoznatiji kao skladatelj filmske glazbe i smatra se, uz Maxa Steinera, jednim od pionira tog žanra.

## Vanjske poveznice
- Korngold Society (engl.)
- Erich Wolfgang Korngold u internetskoj bazi filmova IMDb-u (engl.)

### Ostali projekti
|  | Zajednički poslužitelj ima još gradiva o temi Erich Wolfgang Korngold |